# 3713 Pieters
3713 Pieters је астероид главног астероидног појаса чија средња удаљеност од Сунца износи 3,019 астрономских јединица (АЈ).
Апсолутна магнитуда астероида је 11,3.